# 2002年亞洲運動會阿拉伯聯合大公國代表團
2002年亞洲運動會於2002年9月29日至10月14日在韓國釜山舉行，阿拉伯聯合大公國代表團拿下2面銀牌和1面銅牌，在獎牌榜中名列第30位。